# كلارنس إروين مكلونغ
كلارنس إروين مكلونغ (بالإنجليزية: Clarence Erwin McClung)‏ (5 أبريل 1870 - 17 يناير 1946) كان عالم أحياء أمريكي وهو مكتشف دور الكروموسومات في تحديد الجنس.
كان عضوا في الكنيسة الأسقفية للمسيح.

## روابط خارجية
- كلارنس إروين مكلونغ على موقع الموسوعة البريطانية (الإنجليزية)